# Иванов-Вано, Иван Петрович
Ива́н Петро́вич Ивано́в-Вано́ (настоящая фамилия — Ивано́в; 27 января [8 февраля] 1900, Москва, Российская империя — 25 марта 1987, Москва, СССР) — советский режиссёр, художник и сценарист мультипликационного кино. Один из основателей советской мультипликации, педагог. Народный артист СССР (1985), лауреат Государственной премии РСФСР имени братьев Васильевых (1970).

## Биография
Родился 27 января (8 февраля) 1900 года в Москве в крестьянской семье, приехавшей на приработки из Калужской губернии и поселившейся на Манежной площади, в те годы заселённой бедным людом. Иван Петрович был младшим из четырёх выживших детей. Тогда же получил от родителей прозвище Вано.
Его отец работал сапожником и вскоре покинул семью. Мать Елизавета Митрофановна была неграмотной, работала белошвейкой — стирала и чинила бельё в купеческих семьях, таская сына с собой. В конце концов мальчика взяли на воспитание старшая сестра Евдокия и её муж, художник Константин Спасский, оказавший на него большое влияние. С дошкольных лет Иванов увлёкся кукольным театром, для которого рисовал декорации.
Окончив два класса церковно-приходской школы, в 14 лет поступил в Московское училище живописи, ваяния и зодчества (с 1918 года — Вторые государственные свободные художественные мастерские, с 1920 года — ВХУТЕМАС), где преподавал муж его сестры. Вначале обучался у В. А. Фаворского, затем перешёл на курс И. И. Машкова. В 1923 году окончил училище и через год начал работать художником-мультипликатором, а затем и режиссёром в Государственной школе кинематографии. Вместе с сокурсниками по ВХУТЕМАСу участвовал в создании первых советских мультфильмов. Снимали на голом энтузиазме, при помощи самодельных станков. Эти мультфильмы отличал особый авангардистский стиль тех лет, основанный на школе конструктивизма.
Параллельно Иванов иллюстрировал книги и обложки спортивных журналов, изготавливал эскизы костюмов для театра. В 1927 году примкнул к коллективу студии «Межрабпомфильм», где профессионально занялся мультипликацией и в начале 1930 годов возглавил  студийный мультцех. В качестве художника участвовал в создании одного из самых известных раннесоветских фильмов в технике рисованной мультипликации «Каток» (1927). Вместе с художником Вадимом Лазурским изготовил мультипликационную заставку для популярной кинокомедии «Весёлые ребята».
С 1936 года на «Союзмультфильме», где поступил на трёхмесячные курсы повышения квалификации и вскоре стал одним из ведущих режиссёров студии. Кроме того, рисовал диафильмы. В 1939 был уволен за опоздание. По пути домой в трамвае встретил режиссёра, профессора ВГИКа Льва Кулешова, который предложил ему организовать отделение по подготовке художников мультипликационного фильма при художественном факультете института. В том же году был набран первый курс, состоявший из четырёх человек. Вскоре Иванов-Вано был восстановлен на студии.
В 1941 с началом войны вместе с «Союзмультфильмом» был эвакуирован в Алма-Ату, где продолжил режиссёрскую и преподавательскую деятельность. В 1943 студия вернулась в Москву. В 1944 году начался новый набор на кафедру ВГИК под его руководством. В 1952 году Иванов-Вано получил звание профессора. Всего за почти полвека он обучил множество мультипликаторов, среди которых Лев Мильчин, Евгений Мигунов, Анатолий Сазонов, Александр Петров, Марина Соколова, Алина Спешнева, Франческа Ярбусова, Сергей Алимов, Станислав Соколов, Аркадий Тюрин, а также Тодор Динов.
Как режиссёр поставил рекордное для СССР количество полнометражных мультфильмов. Большинство его работ было выполнено по мотивам русских народных или литературных сказок. Первый же его полнометражный фильм «Конёк-горбунок» (1947) был выдвинут на соискание Сталинской премии третьей степени, но не понравился членам комиссии. Мультфильм был высоко оценён Уолтом Диснеем, который разослал его по своим студиям в качестве учебного пособия. Сам режиссёр не жаловал диснеевский тип мультипликации и, начиная с «Мойдодыра» (1939), старался всячески дистанцироваться от него в сторону классического и народного стиля.
В 1960 году он перешёл в кукольное объединение киностудии, где осуществил постановку целого ряда фильмов с применением различных техник и стилей (лубок, иконопись, фресковая живопись, дымковская игрушка, кружева, русский авангард, стереоскопия). В то же время, резкую смену традиционной мультипликации экспериментами с куклами и техникой перекладки режиссёр мультипликационного кино Станислав Соколов объясняет тем, что в определённый момент И. Иванов-Вано серьёзно поругался с администрацией, перенёс инфаркт и был «сослан» на студию кукольной мультипликации в качестве художественного руководителя.

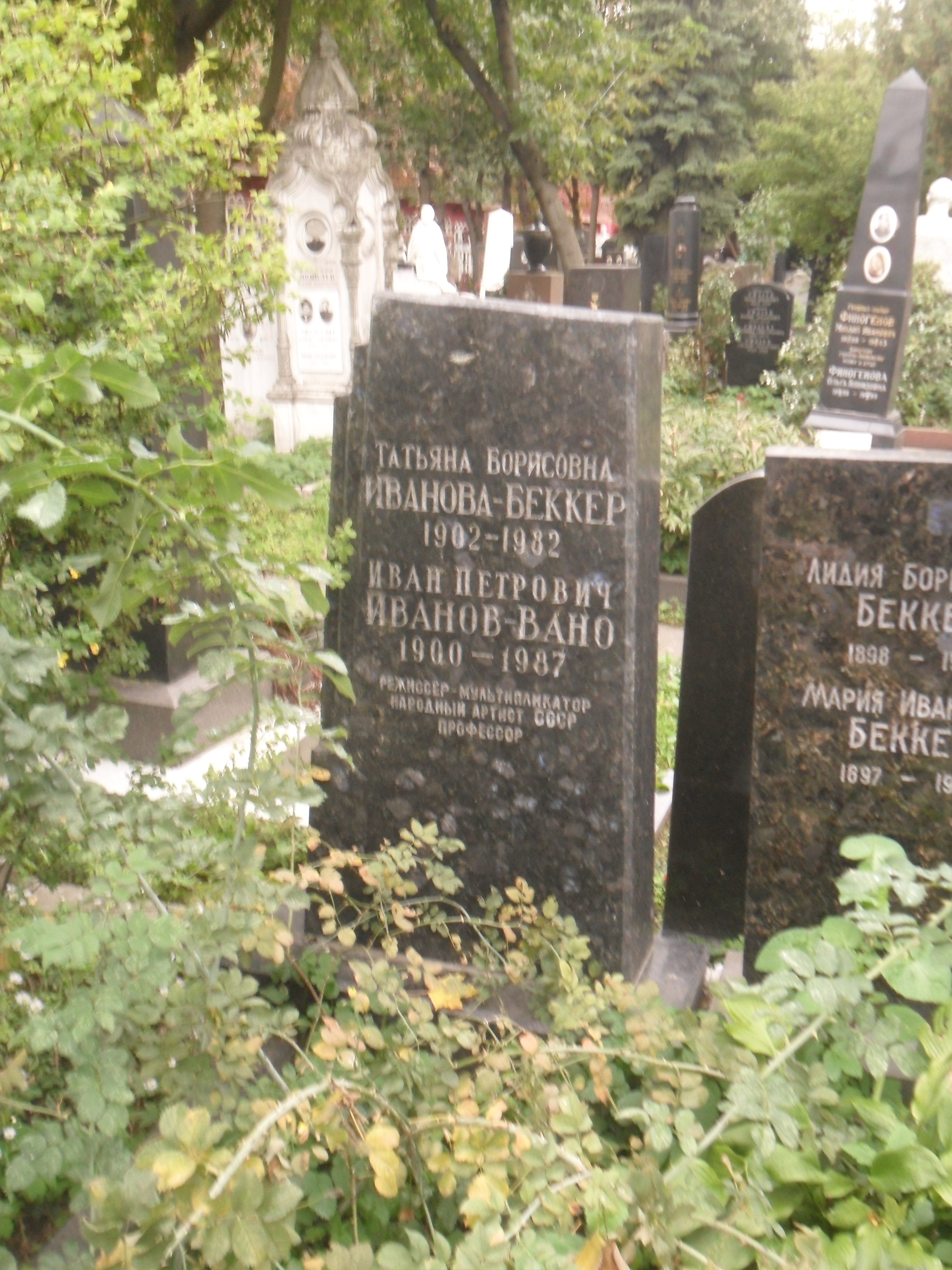
Могила И. П. Иванова-Вано на Новодевичьем кладбище

Многие фильмы режиссёра были удостоены высоких международных премий. Вместе с Фёдором Хитруком он часто представлял Советский Союз на международных собраниях, в частности, в Международной ассоциации мультипликационного кино (АСИФА), которая была создана в том числе и по его инициативе, занимал в ней пост вице-президента.
В 1950 году издал книгу о мультипликации «Рисованный фильм», в 1980 году — книгу-мемуары «Кадр за кадром».
Член ВКП(б) с 1951 года, член Союза кинематографистов СССР (Москва), председатель секции мультипликации в СК СССР.
Скончался 25 марта 1987 года в Москве на 88-м году жизни после непродолжительной болезни на почве нервного заболевания (поражение нервных окончаний и отказ один за другим органов). Похоронен на Новодевичьем кладбище (участок № 4).

### Семья
С 1928 года был женат на Татьяне Борисовне Беккер, по матери Анне Андреевне принадлежавшей к дворянскому роду Юрковских, двоюродной племяннице актрисы и революционерки Марии Фёдоровны Андреевой. Её отец Борис Валентинович Беккер был крупным русским и советским инженером-железнодорожником, одним из руководителей партии кадетов в Вологде. По словам дочери Ивана Петровича и Татьяны Борисовны, архивистки Галины Ивановой-Вано, Борис Беккер был «человеком высокой культуры», приобщившим её отца к  древнерусскому искусству, иконописи, к культуре «Серебряного века».
По воспоминаниям родных и коллег, Иван был физически развит, профессионально увлекался баскетболом (в 1924 году выступал за сборную РСФСР), боксом, футболом, хоккеем с мячом и теннисом. Хорошо знал русскую природу — как называются разные породы трав и деревьев, где произрастают и так далее. Был заядлым грибником, увлекался зимней ловлей. Любил готовить.
Иванов-Вано вырос в религиозной семье и мог цитировать наизусть церковные службы. По словам дочери, во взрослом возрасте он не ходил в церковь, но в семье было принято отмечать православные праздники.

## Фильмография
Режиссёр
- 1927 — Сенька-африканец (совместно с Д. Черкесом, Ю. Меркуловым)
- 1929 — Слушайте! Слушайте! Говорит Москва…
- 1929 — Первый план пятилетки (мультипликационное оформление доклада Куйбышева)
- 1930 — Куриная слепота
- 1933 — Блэк энд уайт (совместно с Л. Амальриком)
- 1933 — Красный крест выручил
- 1934 — Царь Дурандай (совместно с В. Брумберг, З. Брумберг)
- 1936 — Стрекоза и муравей(совместно с В. Брумберг, З. Брумберг)
- 1937 — Котофей Котофеевич
- 1938 — Журнал Политсатиры № 1 (совместно с Д. Бабиченко, Л. Амальриком, А. Ивановым, В. Полковниковым)
- 1938 — Три мушкетёра
- 1939 — Мойдодыр
- 1940 — Ивась
- 1941 — Лгунишка
- 1941 — Не топтать фашистскому сапогу нашей родины (совместно с А. Ивановым)
- 1941 — Журнал Политсатиры № 2 (совместно с В. Брумберг, З. Брумберг, О. Ходатаевой и А. Ивановым)
- 1943 — Краденое солнце
- 1945 — Зимняя сказка
- 1947 — Конёк-Горбунок
- 1949 — Гуси-лебеди (совместно с А. Снежко-Блоцкой)
- 1949 — Чужой голос
- 1951 — Сказка о мёртвой царевне и о семи богатырях
- 1952 — Снегурочка
- 1953 — Лесной концерт
- 1954 — Мойдодыр
- 1955 — Храбрый заяц
- 1956 — Двенадцать месяцев
- 1957 — Песня о дружбе (совместно с М. Ботовым)
- 1957 — В некотором царстве…
- 1959 — Дорога весны (совместно с Д. Бабиченко и Л. Атамановым)
- 1959 — Приключения Буратино (совместно с Д. Бабиченко)
- 1962 — Летающий пролетарий (совместно с И. Боярским)
- 1964 — Левша
- 1965 — Как один мужик двух генералов прокормил (совместно с В. Данилевичем)
- 1966 — Поди туда, не знаю куда (совместно с В. Данилевичем)
- 1967 — Легенда о злом великане
- 1969 — Времена года
- 1971 — Сеча при Керженце (совместно с Ю. Норштейном)
- 1972 — Аве Мария
- 1973 — Здоровье начинается дома
- 1975 — Конёк-Горбунок
- 1979 — Волшебное озеро (совместно с И. Боярским)
- 1984 — Сказка о царе Салтане (совместно с Л. Мильчиным)
- 1991 — Вампиры Геоны (совместно с Г. Тищенко)
- 1992 — Хозяева Геоны (совместно с Г. Тищенко)

Сценарист
- 1930 — Кооперация на рельсах (совместно с Д. Черкесом)
- 1934 — Царь Дурандай (совместно с В. Брумберг, З. Брумберг)
- 1936 — Стрекоза и муравей (совместно с В. Брумберг, З. Брумберг)
- 1938 — Журнал Политсатиры № 1 (совместно с Д. Бабиченко, Л. Амальрик, А. Ивановым, В. Полковников)
- 1938 — Три мушкетёра (совместно с Г. Берёзко)
- 1939 — Мойдодыр
- 1941 — Журнал Политсатиры № 2
- 1941 — Лгунишка (совместно с Г. Берёзко)
- 1941 — Не топтать фашистскому сапогу нашей родины
- 1943 — Краденое солнце (совместно с Э. Двинским)
- 1945 — Зимняя сказка (совместно с Е. Шварцем)
- 1949 — Гуси-лебеди (совместно с А. Снежко-Блоцкой)
- 1951 — Сказка о мёртвой царевне и о семи богатырях (совместно с Ю. Олешей)
- 1952 — Снегурочка (совместно с А. Снежко-Блоцкой, О. Леонидовым)
- 1954 — Мойдодыр
- 1955 — Храбрый заяц
- 1957 — Песня о дружбе
- 1964 — Левша
- 1965 — Как один мужик двух генералов прокормил (совместно с А. Симуковым)
- 1967 — Легенда о злом великане
- 1969 — Времена года
- 1971 — Сеча при Керженце
- 1972 — Аве Мария
- 1975 — Конёк-Горбунок (совместно с А. Волковым)
- 1979 — Волшебное озеро
- 1984 — Сказка о царе Салтане (совместно с Л. Мильчиным)
- 1986 — Петух и боярин

Художник
- 1925 — Механика головного мозга (совместно с Ю. Меркуловым)
- 1927 — Каток (совместно с Д. Черкесом)
- 1931 — Сорок сердец
- 1931 — Улица поперёк (совместно с П. Носовым, Л. Амальриком, И. Беляковым)
- 1933 — Нефть
- 1941 — Не топтать фашистскому сапогу нашей родины (совместно с А. Ивановым)
- 1944 — Телефон (совместно с М. Цехановским, В. Цехановской)
- 1979 — Волшебное озеро (совместно с Т. Полетикой)
- 1984 — Сказка о царе Салтане (совместно с Л. Мильчиным)

Мультипликатор
- 1925 — Китай в огне (совместно с З. Комиссаренко, Ю. Меркуловым, Н. Ходатаевым)
- 1925 — Механика головного мозга (совместно с Ю. Меркуловым)
- 1929 — Похождения Мюнхаузена
- 1931 — Сорок сердец
- 1933 — Нефть

## Награды и звания
- заслуженный деятель искусств РСФСР (12 сентября 1957) — за заслуги в области советского киноискусства[15];
- народный артист РСФСР (29 сентября 1969) — за заслуги в области советской кинематографии[16];
- народный артист СССР (4 октября 1985)  — за заслуги в развитии советского киноискусства[17];
- Государственная премия РСФСР имени братьев Васильевых (24 декабря 1970)  — за создание мультипликационных фильмов: «В некотором царстве», «Левша», «Времена года»[18];
- орден Ленина (8 февраля 1980) — за большие заслуги в развитии советского киноискусства и в связи с восьмидесятилетием со дня рождения[19];
- орден Октябрьской Революции[20];
- два ордена Трудового Красного Знамени:
  - (14 апреля 1944) — за успешную работу в области советской кинематографии в дни Отечественной войны и выпуск высоко-художественных кинокартин[21];
  - (15 сентября 1948) — за достигнутые трудовые успехи в деле развития и усовершенствования цветной кинематографии[22];
- почётный диплом МКФ в Марианских Лазнях (1948) — за фильм «Конёк-Горбунок»[23];
- ВКФ в Москве (1958, Первая премия по разделу мультипликационных фильмов, фильм «В некотором царстве…»)[источник не указан 795 дней];
- МКФ в Карловых Варах (1958, первая премия за лучший анимационный фильм, фильм «В некотором царстве…»)[источник не указан 795 дней];
- ВКФ в Минске (1960, первая премия по разделу мультипликационных фильмов, фильм «Приключения Буратино»)[источник не указан 795 дней];
- МКФ неигрового и анимационного кино в Лейпциге (1964, почётный диплом в категории анимационных фильмов, фильм «Левша»)[источник не указан 795 дней];
- МКФ анимационных фильмов в Мамайе (1970, приз «Серебряный Пеликан», фильм «Времена года»)[источник не указан 795 дней];
- МКФ в Карловых Варах (1971, премия за лучший анимационный фильм, фильм «Сеча при Керженце»)[источник не указан 795 дней];
- ВКФ в Тбилиси (1972, премия за лучший мультипликационный фильм, фильм «Сеча при Керженце»)[4];
- МКФ анимационных фильмов в Загребе (1972, гран-при, фильм «Сеча при Керженце»)[источник не указан 795 дней];
- МКФ анимационных фильмов в Варне (1979, гран-при, фильм «Конёк-Горбунок»)[источник не указан 795 дней];
- МКФ в Тегеране (1979, гран-при, фильм «Конёк-Горбунок»)[источник не указан 795 дней].